# 둔전
둔전(屯田)은 변경 지역이나 군사 요충지에 주둔한 군대의 경비를 마련하기 위해 경작하는 토지이다. 그러한 제도 또는 둔전을 하는 사람을 가리키기도 한다.

## 기원
중국에서 시작되었다. 《삼국지》〈위지〉에 조조가 투항한 황건적으로써 둔전을 만든 기록이 있다.

## 중국의 둔전
- 위진남북조 시대 → 위나라의 전농구역 둔전제 실시 (조조가 실시)

## 한국의 둔전
한국에서 둔전의 기원은 멀리 백제 멸망 당시로 거슬러 올라간다고 한다. 당시 전란으로 피폐해진 토지를 복구하기 위해 시행되었다. 고려 말에도 연해 지방에 국둔전을 일으켜 왜구의 재해를 입은 토지의 복구에 힘을 썼으나, 조선 태조 때 국둔전 전폐를 내걸었다. 그러나 오래지 않아 군수 부족을 타개하기 위하여 이를 부활시켰으며, 그 뒤에도 여러 번 곡절을 겪었다.
본격적인 둔전은 과전법과 그 연원을 같이한다. 과전법의 실시에 따라 각 지방 주둔병의 군량 자급을 위하여 반급(頒給)하던 토지이다.
둔전은 원래 위수(衛戍) 중의 군졸로 하여금 현지의 토지를 경작케 하여 군량에 충당케 하는 것으로서, 이것이 지방 관부의 경비 부족을 보충하는 목적으로 변질된 것도 이미 고려 숙종 4년(1099년)경에 시작되어 있었다.
여기에 폐단이 생겨 조선 초에 여러 번 폐지해 보기도 하였으나 실효가 없다가, 마침내 세종 때에 관둔전(官屯田)을 공인하고 그 결수(結數)를 제한하기도 하는 등 개폐(改廢)를 거듭하였다. 세조 때에는 그 결수를 배가(倍加)하였으며, 이 주현 관둔전(州縣官屯田)과 유사한 듯하면서 전혀 성질이 다른 것으로는 국둔전(國屯田)이 있다. 국둔전은 당번 군인이 경작하고 그 수확은 그대로 국고 수입으로 삼아 군자(軍資)로 쓰는 것이다.
- 둔전리(둔전동 내용포함)

## 서양의 둔전
- 비잔티움 제국의 유스티니아누스 1세가 실시했다.

## 같이 보기
- 토지 제도
- 고려의 토지제도
- 조선의 토지제도
- 군전